# Vyšné Nemecké
Vyšné Nemecké je naseljeno mjesto u okrugu Sobrance u Košickom kraju u Slovačkoj.

## Stanovništvo
| Godina:     | 1993. | 2003.    | 2013.   | 2023.   |
| ----------- | ----- | -------- | ------- | ------- |
| Broj ljudi: | 211   | 247      | 235     | 244     |
| Razlika:    |       | +17,06 % | -4,85 % | +3,82 % |

| Godina:     | 2022. | 2023.   |
| ----------- | ----- | ------- |
| Broj ljudi: | 239   | 244     |
| Razlika:    |       | +2,09 % |

Prema podatcima o broju stanovnika iz 2023. godine naselje je imalo 244 stanovnika.

## Vanjske poveznice
|  | Zajednički poslužitelj ima još gradiva o temi Vyšné Nemecké |

- Službena stranica naselja (sl.)